# 菊池悠希
菊池 悠希（きくち ゆうき、1990年7月24日 - ）は、日本の女子ショートトラック選手。全日本空輸（ANA）所属。日本スケート連盟のショートトラック女子ナショナル強化選手A指定選手。2018年平昌オリンピック及び2022年北京オリンピックのショートトラック女子日本代表。長野県小諸商業高等学校を経て、2015年に立教大学経営学部を卒業。

## 来歴
姉からの影響も大きく幼少の頃から競技を始めた。南佐久郡小海町北相木村南相木村中学校組合立小海中学校時代からスピードスケートで、各種の大会に出場している。
2022年北京オリンピックではショートトラック混合リレーに菊池純礼、吉永一貴、菊池耕太と出場したが予選3組4着となった。また、女子1000mでは予選6組4位となり準々決勝に進めなかった。女子1500mでは準決勝で2組6着となり、救済措置で順位決定戦に回ったが、予選5組4着に終わった。
北京オリンピックの女子1500mの競技終了後に現役を引退する意向を明らかにし、今後は指導に携わりたい考えを示した。

## 人物
- 血液型がAB型で、5人姉妹の三女。生まれも育ちも、長野県南佐久郡南相木村で、父親の菊池毅彦は、南相木村の前村長だった。
- 父親がアマチュアのスピードスケート選手だった影響から、5人姉妹全員がスケートの選手であるが、既に長女と次女は、競技を引退している。長女次女以外がショートトラックの選手である。
- 次女の菊池彩花は、2018年平昌オリンピックの女子スピードスケート団体パシュートに優勝したメンバーで、金メダリスト。
- 四女の菊池萌水は、2013年12月のソチオリンピックショートトラック代表選考会に出場し、女子1000mで5位に入ってオリンピック日本代表に選出された。
- 五女の菊池純礼は、2012年のインスブルックユースオリンピックの銅メダリストで、2018年平昌オリンピック及び2022年北京オリンピックのショートトラック女子日本代表。
- 趣味は、健康について考える事。オーガニック、スーパー、カフェ巡り。身体に良い物を探し、料理して食べる事。

## 過去の成績
- 2017年 - 全日本距離別選手権 500m 優勝
- 2017年 - 全日本ショートトラック選手権大会 総合7位，500m 4位
- 2016年 - 全日本ショートトラック距離別選手権大会 500m 6位
- 2015/2016年 - ワールドカップショートトラック（モントリオール）1500m 14位
- 2016年 - ジャパントロフィーショートトラック選手権大会 総合3位
- 2016年 - 全日本ショートトラック選手権大会 総合11位
- 2015年 - 全日本ショートトラック距離別選手権大会 500m・1000m 5位，1000m 優勝
- 2015年 - ユニバーシアード冬季競技大会 3000mリレー 4位
- 2014年 - 全日本ショートトラック選手権大会 総合7位
- 2014年 - 全日本ショートトラック距離別選手権大会 1000m 3位, 1500m 4位

## 主な成績

### 冬季オリンピック
- 2018年平昌（ 韓国）
  - ショートトラック500m、1000m、1500m、リレー出場